# Pavel Matějka (fotbalista)
Pavel Matějka (* 5. června 1960) je bývalý český fotbalista, útočník.

## Fotbalová kariéra
Hrál za Spartak Hradec Králové a Spartu Praha. Se Spartou získal v roce 1985 mistrovský titul. Po skončení aktivní kariéry působí v FC Hradec Králové jako trenér mládeže a asistent až do roku 2012.V současné době trénuje divizní mužstvo SK Vysoké Mýto.